# Нирбах
Нирбах (нем. Nierbach) — река в Германии, протекает по району Хохзауэрланд в округе Арнсберг земли Северный Рейн — Вестфалия. Левый приток Рура. Длина — 10,1 км, площадь водосбора — 19,369 км².
Река берёт начало к северо-западу от селения Брабеке на высоте около 610 м над уровнем моря. Течёт в северном направлении через деревни Блюггельшейдт и Нирбахталь, впадает в Рур в городке Верштапель слева в 186,8 км от его устья на высоте около 280 метров.
Речной индекс — 276134.

## Притоки
В Нирбах впадают речки: Берларер-Бах длиной 3,1 км (пр, в 2,9 км от устья), Мосеболлербах длиной 2,1 км (лв, в 5 км от устья), и Нир длиной 2,6 км (пр, в 5,7 км от устья).